# 金牛镇 (庐江县)
金牛镇，是中华人民共和国安徽省合肥市庐江县金牛镇下辖的一个乡镇级行政单位，位于庐江县西北方，自古以来都是庐江的重要集镇。境内有金牛山，是抗日名将孙立人将军的故居，山腰处有南阳寺，葵花井，金牛晚眺等景点；现为金牛中学校址所在地。

## 行政区划
金牛镇下辖以下地区：
古城社区、金牛村、山南村、莫堰村、铺岗村、尹岗村、健康村、圩坝村和湖稍村。